# NK Bušetina
NK Bušetina je nogometni klub iz mjesta Bušetina.
Trenutačno se natječe u 1. ŽNL virovitičko-podravskoj.